# Zen V

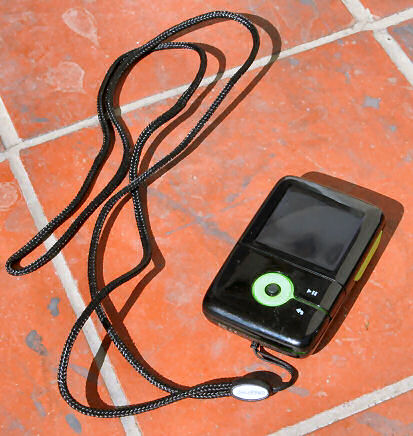

Creative Zen V y CReative Zen V Plus son unos aparatos reproductores multimedia producidos por Creative dentro de la línea Zen, que reproducen música y fotos y además vídeo y radio en el modelo Plus. Su fecha de lanzamiento fue 2006, compitiendo con el iPod Nano.

## Especificaciones técnicas
- Peso: 44 g
- Memoria: según la versión, 1 GB, 2 GB, 4 GB, 8 GB y 16 GB
- Firmware: actualizable
- Imagen: reproduce fotos en jpg
- Audio: reproduce, MP3, WMA, AAC y ACC
- Video: reproduce MPG
- Pantalla: Oled antirayones
- Colores disponibles: blanco con verde, blanco con naranja, negro con verde, negro con naranja y rosa, rojo y azul.